# Grönländische Fußballmeisterschaft 2022
Die Grönländische Fußballmeisterschaft 2022 war die 60. Spielzeit der Grönländischen Fußballmeisterschaft.
Meister wurde zum zwölften Mal N-48 Ilulissat.

## Teilnehmer
Von folgenden Mannschaften ist die Teilnahme an der Meisterschaft bekannt. Teilnehmer der Schlussrunde sind fett.
- N-71 Nuussuaq
- UB-83 Upernavik
- FC Malamuk Uummannaq
- N-48 Ilulissat
- G-44 Qeqertarsuaq
- T-41 Aasiaat
- SAK Sisimiut
- Aĸigssiaĸ Maniitsoq
- B-67 Nuuk
- FC Nuuk
- IT-79 Nuuk
- NÛK
- Nagtoralik Paamiut
- K-33 Qaqortoq

## Modus
Alle Mannschaften wurden für die Qualifikationsrunde in sechs Gruppen auf Basis der Kommunalstruktur eingeteilt, wobei die Kommuneqarfik Sermersooq in West und Ost geteilt wurde. In Gruppen mit nur einem Verein qualifizierte sich dieser automatisch. Sieben Mannschaften sowie der Gastgeber N-48 Ilulissat qualifizierten sich für die Schlussrunde. Dort wurden die Mannschaften in zwei Gruppen à vier Mannschaften eingeteilt. Anschließend erfolgten Platzierungsspiele.

## Ergebnisse

### Qualifikationsrunde

#### Avannaata Kommunia
Die Spiele fanden in Uummannaq statt.

In dieser Gruppe hätten ursprünglich auch Eqaluk-56 Ikerasak und I-69 Ilulissat spielen sollen, die sich aber zurückzogen.
| Pl. | Verein               | Sp. | S | U | N | Tore    | Punkte |
| --- | -------------------- | --- | - | - | - | ------- | ------ |
| 1.  | UB-83 Upernavik      | 2   | 2 | 0 | 0 | 012:400 | 06     |
| 2.  | FC Malamuk Uummannaq | 2   | 0 | 1 | 1 | 005:600 | 01     |
| 3.  | N-71 Nuussuaq        | 2   | 0 | 1 | 1 | 003:300 | 01     |

| Datum         |                      | Ergebnis |                 |
| ------------- | -------------------- | -------- | --------------- |
| 22. Juli 2022 | FC Malamuk Uummannaq | 2:2      | N-71 Nuussuaq   |
| 23. Juli 2022 | FC Malamuk Uummannaq | 3:4      | UB-83 Upernavik |
| 24. Juli 2022 | N-71 Nuussuaq        | 1:8      | UB-83 Upernavik |

#### Kommune Qeqertalik
In dieser Gruppe hätte eigentlich auch der FC Aqisseq Kangaatsiaq spielen sollen, der sich aber zurückzog. T-41 Aasiaat rückte auf für ATA Tasiilaq, die sich aus der Schlussrunde zurückzogen.
| Pl. | Verein            | Sp. | S | U | N | Tore    | Punkte |
| --- | ----------------- | --- | - | - | - | ------- | ------ |
| 1.  | G-44 Qeqertarsuaq | 2   | 2 | 0 | 0 | 010:100 | 06     |
| 2.  | T-41 Aasiaat      | 2   | 0 | 0 | 2 | 001:100 | 0      |

| Datum         |                   | Ergebnis |                   | Ort          |
| ------------- | ----------------- | -------- | ----------------- | ------------ |
| 23. Juli 2022 | T-41 Aasiaat      | 0:2      | G-44 Qeqertarsuaq | Qeqertarsuaq |
| 24. Juli 2022 | G-44 Qeqertarsuaq | 8:1      | T-41 Aasiaat      | Qeqertarsuaq |

#### Qeqqata Kommunia
| Pl. | Verein              | Sp. | S | U | N | Tore    | Punkte |
| --- | ------------------- | --- | - | - | - | ------- | ------ |
| 1.  | SAK Sisimiut        | 2   | 1 | 0 | 1 | 007:500 | 03     |
| 2.  | Aĸigssiaĸ Maniitsoq | 2   | 1 | 0 | 1 | 005:700 | 03     |

| Datum         |                     | Ergebnis |                     | Ort       |
| ------------- | ------------------- | -------- | ------------------- | --------- |
| 30. Juli 2022 | Aĸigssiaĸ Maniitsoq | 4:2      | SAK Sisimiut        | Maniitsoq |
| 31. Juli 2022 | SAK Sisimiut        | 5:1      | Aĸigssiaĸ Maniitsoq | Maniitsoq |

#### Kommuneqarfik Sermersooq – West
| Pl. | Verein             | Sp. | S | U | N | Tore    | Punkte |
| --- | ------------------ | --- | - | - | - | ------- | ------ |
| 1.  | B-67 Nuuk          | 4   | 4 | 0 | 0 | 017:200 | 12     |
| 2.  | IT-79 Nuuk         | 4   | 3 | 0 | 1 | 014:900 | 09     |
| 3.  | Nagtoralik Paamiut | 4   | 2 | 0 | 2 | 013:110 | 06     |
| 4.  | FC Nuuk            | 4   | 1 | 0 | 3 | 006:130 | 03     |
| 5.  | NÛK                | 4   | 0 | 0 | 4 | 006:210 | 0      |

| Datum         |                    | Ergebnis |                    | Ort  |
| ------------- | ------------------ | -------- | ------------------ | ---- |
| 18. Juli 2022 | FC Nuuk            | 0:4      | B-67 Nuuk          | Nuuk |
| 18. Juli 2022 | IT-79 Nuuk         | 3:2      | Nagtoralik Paamiut | Nuuk |
| 19. Juli 2022 | FC Nuuk            | 5:2      | NÛK                | Nuuk |
| 19. Juli 2022 | B-67 Nuuk          | 6:1      | Nagtoralik Paamiut | Nuuk |
| 21. Juli 2022 | FC Nuuk            | 1:2      | Nagtoralik Paamiut | Nuuk |
| 21. Juli 2022 | IT-79 Nuuk         | 5:3      | NÛK                | Nuuk |
| 22. Juli 2022 | Nagtoralik Paamiut | 8:1      | NÛK                | Nuuk |
| 22. Juli 2022 | B-67 Nuuk          | 4:1      | IT-79 Nuuk         | Nuuk |
| 23. Juli 2022 | FC Nuuk            | 0:5      | IT-79 Nuuk         | Nuuk |
| 19. Juli 2019 | B-67 Nuuk          | 1 3:0 1  | NÛK                | Nuuk |

#### Kommuneqarfik Sermersooq – Ost
ATA Tasiilaq war als einziger Verein aus Ostgrönland automatisch qualifiziert, zog sich aber aus finanziellen Gründen zurück und wurde von T-41 Aasiaat ersetzt.

#### Kommune Kujalleq
K-33 Qaqortoq war als einziger Verein aus Südgrönland automatisch qualifiziert.

### Schlussrunde

#### Vorrunde

##### Gruppe A
Die Spiele fanden in Ilulissat statt.
| Pl. | Verein            | Sp. | S | U | N | Tore    | Punkte |
| --- | ----------------- | --- | - | - | - | ------- | ------ |
| 1.  | G-44 Qeqertarsuaq | 3   | 3 | 0 | 0 | 013:400 | 09     |
| 2.  | IT-79 Nuuk        | 3   | 2 | 0 | 1 | 013:500 | 06     |
| 3.  | K-33 Qaqortoq     | 3   | 0 | 1 | 2 | 003:110 | 01     |
| 4.  | SAK Sisimiut      | 3   | 0 | 1 | 2 | 004:130 | 01     |

| Datum           |                   | Ergebnis |                   |
| --------------- | ----------------- | -------- | ----------------- |
| 8. August 2022  | IT-79 Nuuk        | 2:4      | G-44 Qeqertarsuaq |
| 8. August 2022  | K-33 Qaqortoq     | 2:2      | SAK Sisimiut      |
| 9. August 2022  | IT-79 Nuuk        | 4:0      | K-33 Qaqortoq     |
| 9. August 2022  | G-44 Qeqertarsuaq | 4:1      | SAK Sisimiut      |
| 10. August 2022 | IT-79 Nuuk        | 7:1      | SAK Sisimiut      |
| 10. August 2022 | G-44 Qeqertarsuaq | 5:1      | K-33 Qaqortoq     |

##### Gruppe B
Die Spiele fanden in Ilulissat statt.
| Pl. | Verein          | Sp. | S | U | N | Tore    | Punkte |
| --- | --------------- | --- | - | - | - | ------- | ------ |
| 1.  | N-48 Ilulissat  | 3   | 3 | 0 | 0 | 014:100 | 09     |
| 2.  | B-67 Nuuk       | 3   | 2 | 0 | 1 | 012:100 | 06     |
| 3.  | T-41 Aasiaat    | 3   | 1 | 0 | 2 | 006:110 | 03     |
| 4.  | UB-83 Upernavik | 3   | 0 | 0 | 3 | 004:230 | 0      |

| Datum           |                 | Ergebnis |                 |
| --------------- | --------------- | -------- | --------------- |
| 8. August 2022  | N-48 Ilulissat  | 10:1     | UB-83 Upernavik |
| 9. August 2022  | B-67 Nuuk       | 7:0      | UB-83 Upernavik |
| 9. August 2022  | N-48 Ilulissat  | 3:0      | T-41 Aasiaat    |
| 10. August 2022 | UB-83 Upernavik | 3:6      | T-41 Aasiaat    |
| 10. August 2022 | N-48 Ilulissat  | 1:0      | B-67 Nuuk       |
| 11. August 2022 | B-67 Nuuk       | 5:0      | T-41 Aasiaat    |

#### Platzierungsspiele

##### Halbfinale
| Datum           |                   | Ergebnis        |                 | Ort       |
| --------------- | ----------------- | --------------- | --------------- | --------- |
| 12. August 2022 | K-33 Qaqortoq     | 3:4             | UB-83 Upernavik | Ilulissat |
| 12. August 2022 | SAK Sisimiut      | 1:1 (3:0 i. E.) | T-41 Aasiaat    | Ilulissat |
| 12. August 2022 | G-44 Qeqertarsuaq | 0:6 (0:5)       | B-67 Nuuk       | Ilulissat |
| 12. August 2022 | N-48 Ilulissat    | 2:1 (0:0)       | IT-79 Nuuk      | Ilulissat |

##### Spiel um Platz 7
| Datum           |               | Ergebnis |              | Ort       |
| --------------- | ------------- | -------- | ------------ | --------- |
| 13. August 2022 | K-33 Qaqortoq | 2:0 (?)  | T-41 Aasiaat | Ilulissat |

##### Spiel um Platz 5
| Datum           |                 | Ergebnis        |              | Ort       |
| --------------- | --------------- | --------------- | ------------ | --------- |
| 13. August 2022 | UB-83 Upernavik | 3:3 (2:4 i. E.) | SAK Sisimiut | Ilulissat |

##### Spiel um Platz 3
| Datum           |                   | Ergebnis  |            | Ort       |
| --------------- | ----------------- | --------- | ---------- | --------- |
| 13. August 2022 | G-44 Qeqertarsuaq | 0:5 (0:4) | IT-79 Nuuk | Ilulissat |

##### Finale
| Datum           |                | Ergebnis                         |           | Ort       |
| --------------- | -------------- | -------------------------------- | --------- | --------- |
| 13. August 2022 | N-48 Ilulissat | 2:2 n. V. (1:1; 0:1) (6:5 i. E.) | B-67 Nuuk | Ilulissat |